# Nembrotha mullineri
Nembrotha mullineri är en nakensnäcka i familjen Polyceridae och ordningen Nudibranchia. Arten beskrevs för första gången av Gosliner och Behrens 1997.

## Beskrivning
Nakensnäckan förekommer i många olika färgvarianter. Oftast har Nembrotha mullineri en vit eller beige bakgrundsfärg på dorsalsidan. Den ljusa bakgrundsfärgen är delvis täckt av svartbruna, longitudinella linjer som är ganska smala. Även gälar och rhinoporer är mörkt bruna eller svarta.
Det förekommer även andra, mer ovanliga färgvarianter, som grågröna individer eller snäckor som är helt bruna. Fotens kant brukar vara klart blå.
Nembrotha mullineri uppnår en längd av 35–120 mm och är en medelstor nakensnäcka.
Denna art är unik från andra i släktet Nembrotha vad gäller mundelarnas anatomi. Nakensnäckan har en svart och ganska grov klinga vid den centrala tanden. Det är oklart varför just Nembrotha mullineri skiljer sig på det viset ifrån sina släktingar, men beror troligtvis på snäckans födoval.

## Ekologi och levnadssätt
Nembrotha mullineri lever vid korallrev i grundare vatten nära kustområden, där det finns tillgång på föda.
Som andra arter i släktet livnär sig Nembrotha mullineri i första hand på sjöpungar. En individ har påträffats på trädliknande bryozoer, vilket är ovanligt för ett släkte som annars livnär sig nästan helt uteslutande på sjöpungar. Nembrotha mullineris grova klinga och käkens anatomi beror kanske på att nakensnäckan är mer opportunistisk vad gäller födoval.
Individerna är hermafroditer och förökar sig via penisfäktning: två individer som möts kämpar med att penetrera varandra med sina könsorgan. Den snäcka som lyckas penetrera den andra blir en hane. Snäckan som förlorat blir en hona och får bära äggen, vilket kostar mer energi.
Äggen läggs på substrat som till exempel stenar vid korallrev. Larverna är planktoniska och utvecklas senare till vuxna snäckor.

## Utbredning
Arten har enbart observerats vid Filippinerna. Dess exakta utbredningsområde och förekomst är fortfarande okänt. Observationer av arten har gjorts vid öarna Luzon, Mindoro, Cebu, Malapascuo Island, Panaon Island samt Negros.

## Status och hot
Arten listas inte av IUCN, men hot mot nakensnäckan skulle kunna vara klimatförändringar och miljöförstöring som även hotar korallreven, samt illegal insamling av exemplar till djurhandeln.

### Fotnoter
1. 1 2 3 4  jurisdiction=New South Wales; corporateName=Australian Museum; author=Rudman, W. B. (15 juli 2010). ”The Sea Slug Forum - Nembrotha mullineri” (på engelska). www.seaslugforum.net. http://www.seaslugforum.net/find/nembmull. Läst 5 augusti 2020.
2. ↑  ”Nembrotha mullineri”. www.gastropods.com. http://www.gastropods.com/2/Shell_53972.shtml. Läst 5 augusti 2020.
3. 1 2  ”Nembrotha mullineri”. www.sealifebase.ca. https://www.sealifebase.ca/summary/Nembrotha-mullineri.html. Läst 5 augusti 2020.
4. ↑  ”Observationer”. iNaturalist. https://www.inaturalist.org/observations?place_id=any&taxon_id=468034. Läst 5 augusti 2020.